# ハシボソクロムクドリモドキ
ハシボソクロムクドリモドキ（Quiscalus palustris）スズメ目ムクドリモドキ科に分類される鳥類の一種であるが、すでに絶滅した。この種は、オナガクロムクドリモドキと密接に関連しており、約2000年前に分岐した。 

## 分布
この種はかつて、メキシコ中部に棲息していたという。レルマ川とトルーカバレーで、よく知られた存在だったという。 好んでいた場所は、湿地帯である。
ベルナルディーノ・デ・サハグンによってスペインの物事の一般的な歴史を記録した古い書物で以前は耕作地や町で発見されたことが示されている。 この種は20世紀初頭に絶滅したという。

## 行動と生態
ハシボソクロムクドリモドキは、もともとメキシコのリオレルマ地域で知られていた。それらは絶滅したため、1910年以来記録されていない。湿地、耕作地、人間の居住地など、3つの異なる生息地からのハシボソクロムクの記録がいくつかある。 ハシボソクロムクドリモドキは、沼地や湖の境界に生息していた。出現した水生植物は、ハシボソクロムクドリモドキの間で材料を営巣するために一般的に使用された。

## 絶滅
ハシボソクロムクドリモドキは儀式で使用するためにアステカ人によって広範囲に狩猟の対象にされた。しかし、儀式で使うためアステカ人たちによって絶滅したことではないはずだ。20世紀の初め頃に絶滅したと考えられている。原因は、ヨーロッパ人たちが植民地にしたために、生息地である湿地帯が農地に開拓され、生息地を失ったことが要因だと思われている。

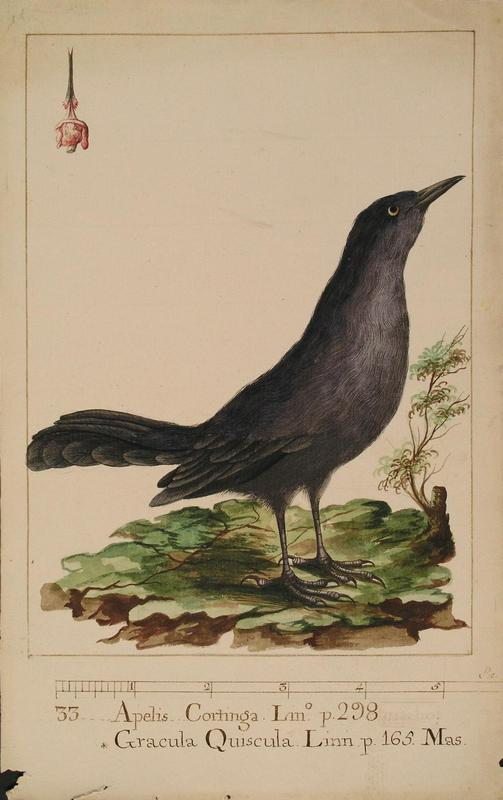
ハシボソクロムクドリモドキのオス。ホセ・モシーニョによる画

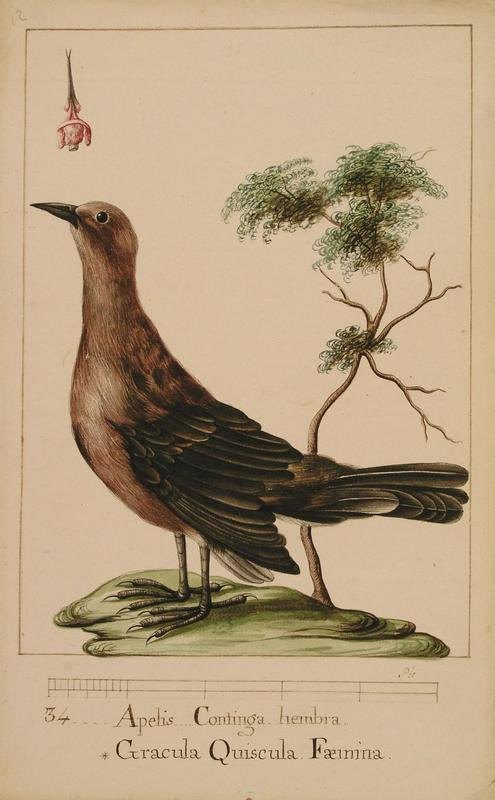
ハシボソクロムクドリモドキのメス